# Atarba (Ischnothrix) argentinicola
Atarba (Ischnothrix) argentinicola is een tweevleugelige uit de familie steltmuggen (Limoniidae). De soort komt voor in het Neotropisch gebied.